# درو کیبلر
درو کیبلر (انگلیسی: Drew Kibler؛ زادهٔ ۹ مارس ۲۰۰۰) ورزشکار ورزش شنا اهل ایالات متحده آمریکا است.
وی در مسابقات کشوری و بین‌المللی در مجموع برندهٔ ۸ مدال طلا، ۷ مدال نقره، ۴ مدال برنز شده است.